# エットーレ・ペローネ・ディ・サンマルティーノ
エットーレ・ペローネ・ディ・サンマルティーノ(イタリア語: Ettore Perrone di San Martino, 1789年1月12日‐1849年3月29日)は、イタリアのイタリア統一運動時代の政治家、軍人、愛国者である。サルデーニャ王国首相を務めた。単にエットーレ・ペローネとも。

## 生涯

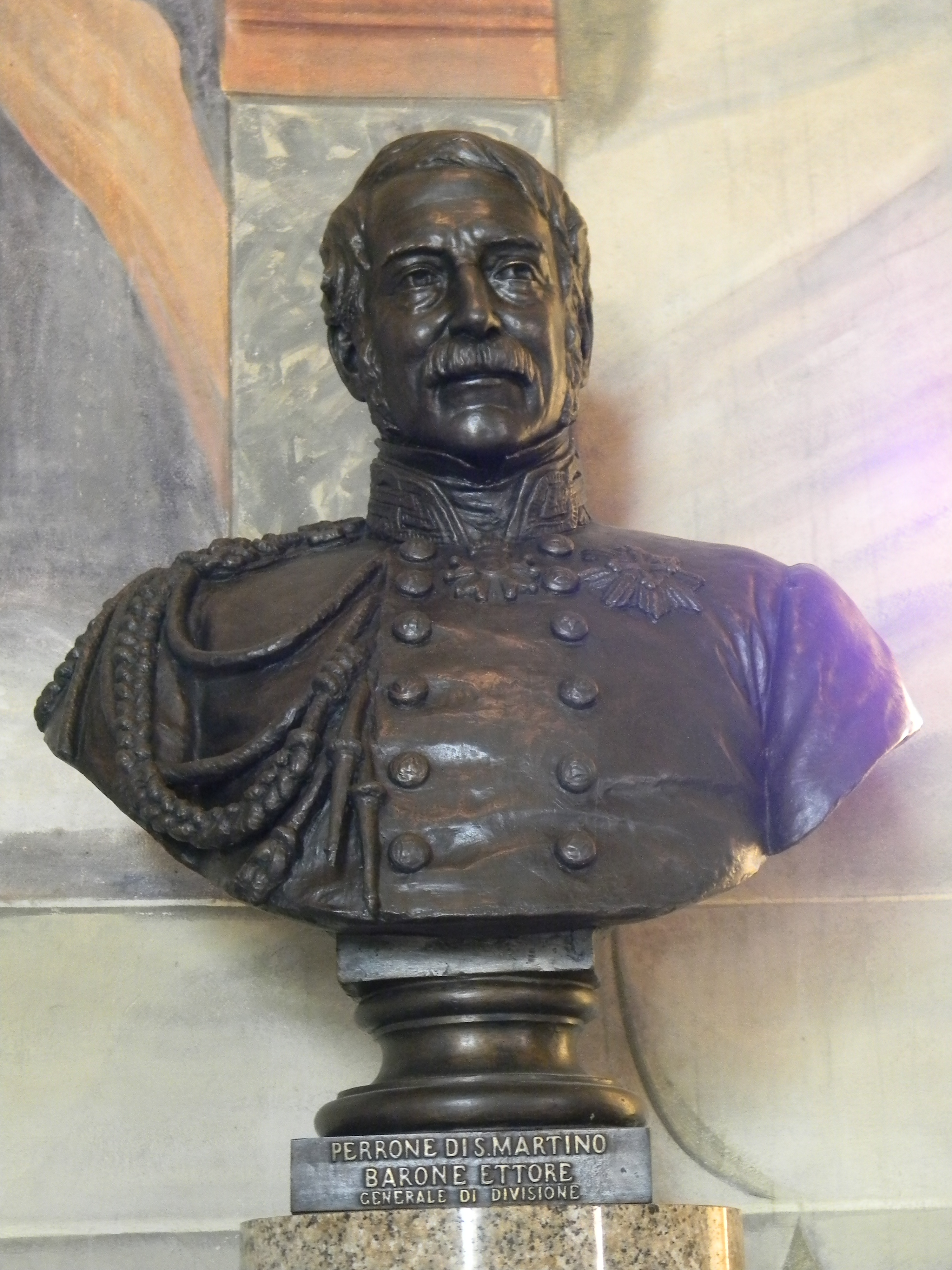
エットーレ・ペローネ・ディ・サンマルティーノの胸像（1850年代）

1789年1月12日にトリノに生まれたエットーレ・ペローネ・ディ・サンマルティーノは、ナポレオン体制下のなかフランスに渡って1806年に軍人に志願。サン・シール陸軍士官学校を卒業し、1807年から従軍を開始した。1809年にはフランスとオーストリア帝国の戦いであるヴァグラムの戦いで負傷し、レジオンドヌール勲章を授与された。1811年には最も権威あるナポレオンの近衛兵「オールド・ガード（フランス）」の投擲兵となり戦闘で負傷するも、その後松葉杖をついた状態で1812年ロシア戦役に参加し生還した。1813年5月にはグロースゲルシェンの戦いとバウツェンの戦いに連続して参戦して生還し、百日天下の間もナポレオン・ボナパルト側として戦闘に参加した。
ナポレオン体制崩壊後、ペローネは忠実なナポレオンの臣下であったことから指名手配され、1821年3月3日に国境で逮捕されてパリからサルデーニャ王国に戻った。しかしピエモンテの反乱に巻き込まれ加担したことで死刑宣告をされ、再びフランスに逃亡。そこで軍隊に加わりナポレオン戦争時代の戦績が評価されて将軍の地位を獲得した。
それ以降はフランスに居を構えていたが1848年、ミラノの5日間によって成立したロンバルディア臨時政府から、指揮官としてロンバルディア軍に加わるよう打診を受ける。ペローネはそれを承諾しサルデーニャ王国に帰国すると、戦時中ということもあり1848年10月11日から1848年12月16日にかけてはサルデーニャ王国首相を務めた。なお、帰国当初はすでにサラスコの休戦が結ばれ、第一次イタリア独立戦争はサルデーニャ王国は事実上の敗戦を喫していた。
しかし1849年には休戦協定が破棄され、カルロ・アルベルト・ディ・サヴォイアは周囲の反対を押し切って対オーストリア戦争の継続を決定。フランスへの居住が長かったことからイタリア人ではないと非難され前年12月には首相の職を辞していたペローネは、かつての経験を活かして指揮官として戦場に立ったが、1849年3月29日ノヴァーラの戦いで致命傷を受けてイタリア統一を見る事なく死亡した。
なお、ペローネはサルデーニャ王国首相を務めた最初の軍人であった。彼を皮切りに、サルデーニャ王国はこれ以降戦時中に限り軍人出身の首相を登用した。